# 한국석유공업
한국석유공업은 대한민국의 석유제품 회사이다. 본사는 서울 용산구 이촌로 166에 위치해 있으며 대표이사는 김득보,김병집이다. 남북경협 수혜주로 시장에서 알려져 있다 이름이 비슷한 한국석유공사과 다른 회사이다.

## 역사
2022년 자회사인 극동씨엠씨와 소규모합병을 하였다.

2008년 디엠파트너스의 적대적 인수합병 시도로 경영권 분쟁이 있었다.
 2021년 유통주식 수 확대를 위해 1주를 10주로 분할하는 주식 액면분할과 보통주 1주당 신주 1주를 배정하는 무상증자를 실시하였다

## 참고문헌
1. ↑  권정두, ⑦ 한국석유공업 장남은 더 ‘반짝’, 시사위크, 2018년 10월 10일
2. ↑  한국석유, 자회사 극동씨엠씨와 소규모합병 결정 뉴시스 2022년 11월 1일
3. ↑  김재후, 한국석유공업, 경영권 분쟁 2년만에 종료, 한국경제, 2008.12.26
4. ↑  박안나, 한국석유공업 주가 초반 상한가, 액면분할과 무상증자 결정 영향 2021년 2월 25일